# Ljustorps hembygdsförening
Ljustorps Hembygdsförening är verksam inom Ljustorps socken i Medelpad.
Föreningens ändamål är att värna och vårda Ljustorpsbygdens miljö, dess kulturarv och föra det vidare till kommande generationer. Ljustorps hembygdsförenings hembygdsgård ligger i Hamre och är speciell, då den står på sin ursprungliga plats med anor från medeltiden. I 1535 års skattelängd finns jordbruksfastigheten med.
Det är aktiv förening med arrangemang, studiecirklar och vandringar till historiska objekt.